# سارة بنت عبد الله بن فيصل ال سعود
سارة بنت الامام عبد الله بن فيصل ال سعود، هي ابنة الإمام عبد الله بن فيصل بن تركي، وكانت زوجة للملك عبدالعزيز مؤسس الدولة السعودية، عُرف عنها بأنها كانت تلم بالطب الشعبي وأنها كانت تعالج بعض أفراد الأسرة، واشتهرت بالحرص على الدين وحب العلم؛ فكان منزلها مقصدًا للعلماء في المناسبات تخوض معهم في مسائل علمية، وبوفاتها انقرضت سلالة الإمام عبد الله بن فيصل.

## مولدها
ولدت في الرياض عام 1294 هـ / 1877م، وفقًا لما ورد في معجم أسماء شوارع مدينة الرياض وميادينها، ويخالف هذا التاريخ رواية شفاهية توحي بأن ميلادها كان عقب ذلك؛ فقد تضمنت الرواية الشفاهية أن "طريفة بنت عبيد بن رشید" زوجة والدها كانت تهتم بها وتلاعبها وتضعها في حجرها، ثم أن طريفة عندما توجهت مع زوجها الإمام عبد الله إلى حائل للإقامة فيها في عام 1305هـ / 1887 م ترکت سارة عند عمتها الجوهرة بنت الإمام فيصل بن تركي في الرياض.
وهذه الرواية تدل على أنها كانت في عام 1305 هـ / 1887 م في سن قد لا تتجاوز الرابعة أو الخامسة، مما يعني أن ميلادها كان في عام 1300 هـ / 1883م أو 1301  / 1884م على وجه التقريب. أما والدتها فهي "رقية بنت شايع بن فجري" من بني خالد، أنجبت إضافة إلى سارة ولدًا توفي صغيرًا، كما أن رقية نفسها توفيت وابنتها سارة في سن صغيرة. وهذا يفسر أسباب اهتمام "طريفة بنت ابن رشيد" و"الجوهرة بنت الإمام فيصل بن تركي" بها.

## نشأتها
نشأت نشأة دينية علمية فحفظت القرآن الكريم عن ظهر قلب، كما حفظت الكثير من النصوص الفقهية والأحاديث النبوية الأمر الذي أكسبها مكانة خاصة بعد ذلك، ولا شك أن صلتها بعمتها الجوهرة التي عرفت باهتمامها بالعلم والعلماء كان له دور في هذه النشأة.

## علاقتها مع عمتها الجوهرة بنت فيصل آل سعود
ظلت علاقة سارة بعمتها الجوهرة وطيدة قوية طوال حياتها، يدل على ذلك أن سارة كانت بالقرب من عمتها خلال الفترة التي كان فيها الإمام عبد الرحمن وأسرته في الكويت، كما أن العمة نفسها هي التي أشارت على الملك عبد العزيز أن يعقد عليها ويأخذها معه عند عودته إلى الكويت بعد إخفاق محاولته الأولى لاستعادة الرياض في عام 1318 ھ / 1901م.

## حياتها الأسرية
تزوجت الملك عبدالعزيز ولم يثمر هذا الزواج عن أي أولاد أنجبتهم للملك عبد العزيز، ولا نجد لدي هاري سنت جون فيلبي H. St. John. Philby، على أنها استمرت زوجة له أو أن تكون قد طلقت منه، غير أن رواية شفاهية تؤكد أنها طلقت من الملك عبد العزيز، وتزوجت تركي بن عبد الله بن سعود بن فيصل بن تركي آل سعود حوالي عام 1325 ھ/1907 م، وأنجبت له بنت سُميت "العنود" وتوفيت هذه الابنة وهي في الحادية عشرة من عمرها في عام 1337ھ / 1919 م (سنة الرحمة).
ثم طلقت من تركي وتزوجت "عبد العزيز بن مساعد"، وقد يكون المقصود الأمير عبد العزيز ابن مساعد بن جلوي. وعرف عن سارة أنها كانت تلم بالطب الشعبي وأنها كانت تعالج بعض أفراد الأسرة، واشتهرت بالحرص على الدين وحب العلم، فكان منزلها مقصدًا للعلماء في المناسبات تخوض معهم في مسائل علمية.

## أعمالها الخيرية
كان لها إسهامات في فعل الخير؛ فقد أوقفت نخلاً لها يعرف بالدريبية، وأوصت أن يصرف من ريعه على أضاحي لوالديها وأخواتها، وإن فاض عن حاجة الأضاحي فينفق منه على أمور خيرية من عمارة مساجد والإحسان إلى الضعفاء والأرامل من النساء، كما أوقفت كتبًا على طلبة العلم وخصصت أوقافه بأن تصرف على حفظة القرآن الكريم.

## وفاتها
توفيت عام 1393 هـ / 1973م ودفنت في مقابر العود، وبوفاتها انقرضت سلالة الإمام عبد الله بن فيصل.